# 김태욱 (기자)
김태욱(金泰栯, 1973년 12월 3일 ~ )은 대한민국 한국방송공사의 기자 겸 앵커이다.

## 경력
- 2000년 4월: KBS 28기 공채 기자
- 2014년: KBS 상하이 특파원
- KBS 보도국 사회1부 환경분야 팀장
- KBS 보도국 사회부 기자
- KBS 보도국 경제부 기자
- KBS 보도국 국제부 기자
- KBS 보도국 뉴스제작1부 기자
- KBS 앵커
- KBS 보도국 산업과학부장

## 진행

### 텔레비전
- 2018년 4월 16일 ~ 11월 29일: KBS1 《KBS 뉴스라인》
- 2019년 1월 4일 ~ 11월 24일: KBS1 《KBS 뉴스 9 주말》
- 2019년 11월 25일 ~ 2020년 11월 6일: KBS1 《KBS 뉴스 12》
- 2021년 12월 20일 ~ 12월 28일, 2022년 3월 23일 ~ 3월 25일: KBS1 《KBS 뉴스광장》 임시 진행
- 2022년 3월 20일 : KBS1 《일요진단 라이브》임시 진행
- 2022년 3월 28일 ~ 4월 1일: KBS1 《KBS 뉴스 12》임시 진행
- 2022년 4월 4일 ~ 2023년 11월 10일: KBS1 《KBS 뉴스광장》
- 2023년 7월 16일 (오전 5시, 오전 9시), 7월 17일(새벽 4시 50분) : KBS1 《KBS 뉴스특보》 특별 진행

## 수상
- 2018년 한국기자협회 이달의 기자상
- 2018년 방송기자협회 이달의 방송기자상